# Кельты Пиренейского полуострова
Кельты Иберии (другие названия: испано-кельты, кельты Пиренейского полуострова) — кельтские племена, обитавшие в доримский период (до II в. до н. э.) на территории Пиренейского полуострова. Покорены римлянами во II в. до н. э. и вскоре ассимилированы.
В старой исторической и лингвистической литературе термин «кельты Иберии» нередко подменяется намного более узким термином «кельтиберы» (название кельтского народа, воспринявшего культуру соседних иберов), отчасти в связи с тем, что из всех кельтских племён Испании лишь кельтиберы оставили письменные памятники.

## История
Мнение ученых о времени появления кельтов к югу от Пиренеев расходятся.
Согласно одной из гипотез, впервые кельты проникают на северо-восток Пиренейского полуострова с территории современной Франции около 700 г. до н. э. вместе с культурой полей погребальных урн. В то же время, предки иберов как и кельты не были автохтонным населением доисторической Испании и вторглись на полуостров примерно в то же время (по одной из версий, из Северной Африки); по другой, с территории современной Франции, откуда они были вытеснены. Таким образом два миграционных потока встретились, и в центре полуострова образовался смешанный этнос кельтиберов.
Согласно другой версии, собственно кельты были лишь одной из миграционных волн индоевропейцев, хронологически довольно поздней. Более ранние индоевропейские переселенцы проникли в Иберию в составе культур атлантического бронзового века или, возможно, даже вместе с культурой колоколовидных кубков (ранее популярная версия о происхождении и распространении данной культуры из Иберии опровергнута нахождением наиболее ранних её памятников в Бенилюксе). Массовый переход кельтов через Пиренеи и их расселение по всему полуострову (кроме южной оконечности, где проживали турдетаны) происходит около 600 г. до н. э. вместе с распространением Гальштатской культуры.
Период расцвета кельтских народов в Испании — IV—II вв. до н. э. В последующие периоды — в III—II вв. до н. э. — в Испанию вторглись новые другие кельтские племена (носители латенской культуры), в частности вольки (тектосаги и арекомики), принесшие с собой в Каталонию новую культуру. Они были, очевидно, носителями галльских диалектов, существенно отличавшихся от представленных до того в Испании кельтских языков.
В связи с тем, что кельтские племена Испании массово приняли участие в Пунических войнах на стороне Ганнибала, сразу же после покорения Карфагена Рим предпринял завоевание Пиренейского полуострова, все племена которого были покорены и романизированы.

## Состав
| - альбионы (англ. Albiones) - ареваки (англ. Arevaci) - астуры (Astures) - бероны (англ. Berones) - беллы (Belli) - блетонесии (англ. Bletonesii) - бракары (Bracari) - ваккеи (Vaccaei) - веттоны (Vettoni), возможно, родственны лузитанам - галлеки (Callaeci/Gallaeci) - германы (Germani) - гровии (англ. Grovii) - зоэлы (англ. Zoelae) | - интерамики (англ. Interamici) - кантабры (Cantabri) - кинеты (иногда отождествляются с кониями), видимо, не кельты, но позднее кельтизированы - карпетаны (Carpetani) - кельтиберы (Celtiberi) - кельтики (Celtici) - конии (англ. Conii) - коэлерны (англ. Coelerni) - левны (англ. Leuni) - лимики (англ. Limici) | - луанквы (англ. Luanqui) - лузоны (лусоны) (Lusones) - лобетаны (Lobetani) - нарбасы (англ. Narbasi) - неметаты (англ. Nemetati) - олкады (Olcades) - паэсуры (англ. Paesuri) - пелендоны (Pellendones/Cerindones) - квакверны (англ. Quaquerni) - сеурбы (англ. Seurbi) - седетаны (Sedetani), обычно считаются иберами - сефы (Sefes/Saefes) | - суессетаны (Suessetani) - тамаганы (англ. Tamagani) - таполы (англ. Tapoli) - титтии (Titii) - турболеты (англ. Turboletae) - турдулы (или родственны тартессийцам?) - туроды (англ. Turodi) - турмодиги (Turmodigi / Turmogi) - ураки (Uraci/Duraci) - экваэсы (англ. Equaesi) |